# Resurrección (álbum de Verónica Castro)
Resurrección es un álbum de Verónica Castro de 2009.
Con este disco se retira de la música ya que en junio de 2009 anunció que deja su carrera como cantante, reconociendo que "en realidad nunca ha tenido una carrera importante en ese terreno, más bien supo aprovechar su momento de popularidad gracias a las telenovelas y a la conducción para echarse sus gorgoritos”.

## Canciones
1. "Mi cumbia"
2. "Noche de amor"
3. "Acapulco"
4. "La chaparrita dinamita"
5. "Tonta" - sencillo
6. "La descarga"
7. "Resurrección" - sencillo
8. "Di que si"
9. "Un poco más"
10. "Cómo decir adiós"